# Umut Meraş
Cengiz Umut Meraş (ur. 20 grudnia 1995 w Stambule) – turecki piłkarz występujący na pozycji obrońcy, reprezentant Turcji. Uczestnik Mistrzostw Europy 2020. W 2021 został piłkarzem Beşiktaşu JK.